# Пойма (приток Тёбзы)
Пойма — река в России, протекает по Галичскому району Костромской области. Устье реки находится в 105 км от устья реки Тебза по правому берегу. Длина реки составляет 14 км.
Река берёт начало у нежилой деревни Черняево в 20 км к юго-западу от города Галич. В верхнем течении описывает петлю вокруг Черняево, в среднем и нижнем течёт на юго-запад. В верхнем течении на реке стоит село Соцевино, в нижнем — деревни Родковино, Лыково, Курилово, а также ряд нежилых. Впадает в Тёбзу южнее деревни Пронино.

## Данные водного реестра
По данным государственного водного реестра России относится к Верхневолжскому бассейновому округу, водохозяйственный участок реки — Кострома от истока до водомерного поста у деревни Исады, речной подбассейн реки — Волга ниже Рыбинского водохранилища до впадения Оки. Речной бассейн реки — (Верхняя) Волга до Куйбышевского водохранилища (без бассейна Оки).
Код объекта в государственном водном реестре — 08010300112110000012533.